# Афтър Форевър
After Forever е метъл група от Нидерландия.
Основана е през 1995 г. под името Apocalyps от Марк Янсен (китара), Сандер Гоманс (китара), Лук ван Гервен (бас китара), Як Дрисен (клавирни) и Йоеп Бекерс (барабани). Първоначално било запланувано да бъдат дет метъл банда.
След присъединяването на вокалистката Флор Янсен през 1997 се ориентират към симфоничен/пауър метъл.
През 1999 правят първите си демо-записи – песните „Ephemeral“ и „Wings of Illusion“.
През 2000 издават дебютния си албум – „Prison of Desire“, в който пее и Шарон ден Адел от Within Temptation.
Вторият им албум. „Decipher“, излиза през 2001. Същата година Флор Янсен е поканена като гост вокал в един от албумите на Ayreon.
През 2003 излиза EP-то „Exordium“, след което Марк Янсен напуска групата и се присъединява към Epica. Заменен е от Бас Маас.
През 2004 излиза концептуалният им албум „Invisible Circles“.

## Състав

### Настоящи членове
- Флор Янсен – сопрано
- Бас Маас – крясъци
- Сандер Гоманс – китара
- Лук ван Гервен – бас китара
- Андре Боргман – барабани
- Йоост ван дер Броек – синтезатори

### Предишни членове
- Марк Янсен – китара, крясъци
- Йоеп Бекерс – барабани
- Як Дрисен – синтезатори
- Ландо ван Гил – синтезатори

## Дискография

### Албуми
- Prison of Desire (2000)
- Decipher (2001)
- Invisible Circles (2004)
- Remagine (2005)
- After Forever (2007)

### Други
- Ephemeral (демо, 1999)
- Wings of Illusion (демо, 1999)
- Follow in the Cry (сингъл, 2000)
- Emphasis (сингъл, 2002)
- Monolith of Doubt (сингъл, 2002)
- Exordium (EP, 2003)
- My Choice (сингъл, 2003)
- Digital Deceit (сингъл, 2004)
- Being Everyone (сингъл, 2005)
- Mea Culpa – Retrospective (компилация, 2006)
- Energize Me (сингъл, 2007)